# Antonio Ortiz Roldán
Antonio Ortiz Roldán   (Espejo, 1909 - segle XX) va ser un polític i militar espanyol d'ideologia comunista que va lluitar en la Guerra civil espanyola.

## Història
Obrer agrícola de professió, era oriünd de la localitat cordovesa d'Espejo. Militant del Partit Comunista d'Espanya (PCE), durant el període de la Segona República es va convertir en el dirigent de les Milícies Antifeixistes Obreres i Camperoles (MAOC) en la seva població natal, Espejo.
Després del començament de la guerra civil va aconseguir assegurar Espejo per a la República i es va posar al capdavant d'una milícia, el batalló «Bautista Garcet», amb la qual prendria part en nombroses operacions a la província de Còrdova. Ortiz va participar en la fallida ofensiva de Còrdova, que a l'agost de 1936 va intentar conquistar la capital cordovesa. Més endavant, durant la contesa, va manar les brigades mixtes 52a i 226a, combatent en diversos fronts. El juliol del 1938, al capdavant de la 226a BM, va anar dels primers comandants republicans que van travessar el riu Ebre i van donar començament a l'ofensiva republicana. Més endavant va manar la 42a Divisió, en substitució del mort Manuel Álvarez Álvarez, coincidint ja amb els últims dies de la batalla de l'Ebre. Amb l'enfonsament del front republicà a Catalunya, al començament de 1939 va haver de passar a França.
Després del final de la contesa es va exiliar a la Unió Soviètica, on va cursar estudis a l'Acadèmia Militar Frunze al costat d'altres militars republicans. Anys després, durant la Guerra freda, va actuar com a instructor militar dels revolucionaris cubans, traslladant-se a l'illa del Carib al costat d'altres ex-militars republicans.